# The Very Best of dansbandshårdrock
The Very Best of dansbandshårdrock är ett samlingsalbum från 2000 av den svenska hårdrocksgruppen Black Ingvars.

## Låtlista
1. Inget stoppar oss nu
2. Whole Lotta Engberg
3. Mitt eget blue Hawaii
4. Leende guldbruna ögon
5. Eloise
6. Karlstads collage
7. Två mörka ögon
8. Tio tusen röda rosor
9. Mjölnarens Iréne
10. Gråt inga tårar
11. Flamingo medley
12. Du gav bara löften
13. Sofia dansar go-go
14. Natten har tusen ögon
15. Dra dit pepparn växer
16. Tusen bitar
17. Ljus och värme
18. De sista ljuva åren
19. Vem tänder stjärnorna?
20. Vindens melodi